# Clan Miyoshi
Il clan Miyoshi (三好氏?, Miyoshi-shi) fu un Clan di daimyō del Giappone feudale che discendeva dal clan Ogasawara e, attraverso esso, dallo Seiwa Genji.

## Storia
All'inizio del XIV secolo Ogasawara Nagafusa si stabilì a Shikoku, e il suo discendente di ottava generazione arrivò nel distretto di Miyoshi (Awaji), prese il nome del luogo e servì il clan Hosokawa, tra i maggiori clan del Giappone dell'epoca. Diversi rami della famiglia Hosokawa divennero kanrei, così i Miyoshi, tra i loro principali servitori, divennero sempre più influenti. Le truppe di Miyoshi Nagateru parteciparono alle dispute per la conquista di Kyoto durante il periodo Sengoku e Nagateru commise seppuku nel 1520. L'apice della potenza del clan avvenne con suo nipote Nagayoshi (Chōkei). Dopo la morte di quest'ultimo, avvenuta nel 1564, il clan iniziò un lento declino, culminato con la ribellione di uno dei loro servitori più importanti, Matsunaga Hisahide. Scacciati prima dalla provincia di Yamashiro da Oda Nobunaga nel 1568 i Miyoshi abbandonarono anche la provincia di Settsu e si ritirarono ad Awa dove vennero successivamente sconfitti da Chōsokabe Motochika.
Sebbene avessero perso gran parte della loro forza, gli Ogasawara, clan strettamente imparentato con loro che assorbì i Miyoshi rimasti, continuarono a rappresentare una forza politica importante durante tutto il periodo Edo.

## Membri importanti del clan[1]
- Miyoshi Nagateru (三好 之長?; 1458 - 1520) noto anche come anche Yukinaga, ebbe il titolo di Chizuken no kami. Al tempo della divisione della famiglia Hosokawa dopo la morte di Masamoto (1507), prese le armi contro Sumiyuki, lo sconfisse vicino a Kyoto e nominò kanrei Sumimoto, figlio adottivo di Masamoto. L'anno seguente il diseredato shōgun Ashikaga Yoshitane marciò su Kyoto e Nagateru cercò invano di fermarlo, fu sconfitto e dovette tornare ad Awa con Sumimoto. Nel 1511 si rasò la testa e prese il nome di Ka-un. Dopo aver radunato un esercito, marciò nuovamente su Kyoto, entrò in città, ma fu sconfitto da Asakura Takakage (1519). Attese invano un aiuto da Sumimoto. Attaccato una seconda volta, fu nuovamente sconfitto e commise seppuku nel tempio Chion-in.

- Miyoshi Masanaga (三好 政長?; 1508 - 1549) fratello di Nagateru, fu Echizen no kami. Prese successivamente il nome Sōsan. Divenuto bonzo, fu sconfitto assieme a Hosokawa Harumoto da Miyoshi Nagayoshi e successivamente assassinato.

- Miyoshi Nagamoto (三好 元長?; 1501 - 1532) figlio maggiore ed erede di Nagateru, fu inizialmente chiamato Motonaga ed ebbe il titolo di Chizuken no kami. Nel 1521 completò la costruzione di una fortezza a Saki, nella provincia di Settsu, che chiamò 'Mandokoro'. Nel 1520 entrò a Kyoto con l'esercito degli Hosokawa, lo shōgun fuggì ad Awa e fu sostituito da Yoshiharu. Nel 1532 Nagamoto si rasò la testa e prese il nome di Kai-un. Poco tempo dopo, essendo stato calunniato da Hosokawa Harumoto, fu, per ordine di quest'ultimo, messo a morte nel tempio Hongwan-ji. Più di 70 dei suoi servitori si suicidarono nella stessa occasione.

- Iwanari Tomomichi (岩成 友通?; 1519 - 1578) conosciuto anche come Ishinari Tomomichi, fu un importante servitore del clan Miyoshi, e deteneva il titolo di Chikara no suke. Guidando una rivolta contro le forze di Oda Nobunaga verso la fine della sua vita, Iwanari fu ucciso in battaglia da un servitore di Hosokawa Fujitaka.

- Miyoshi Nagayoshi (三好 長慶?; 1522 - 1564) noto anche come Chōkei, fu il figlio maggiore ed erede di Nagamoto.

- Miyoshi Yoshikata (三好 実休?; 1527? - 1562) fratello di Nagayoshi, era conosciuto anche come Yukitora o Jikkyū e deteneva il titolo di Buzen no kami. Risiedeva nel castello di Miyoshi (Awa) e nel 1552 mise a morte Hosokawa Mochitaka e prese possesso dei suoi beni: Hisamitsu Yoshioki, vassallo di Mochitaka, con l'intenzione di vendicare il suo maestro, raccolse delle truppe e si scagliò contro Yoshikata, ma fu sconfitto e ucciso. A questo punto lo shōgun mandò un esercito nella provincia di Awa e Yoshikata morì sul campo di battaglia.

- Atagi Fuyuyasu (安宅 冬康?; 1528? - 1564) terzo figlio di Nagamoto e fratello minore di Nagayoshi fu un poeta talentuoso. Governava il castello di Takenokuchi sull'isola di Shikoku e comandava le navi per il fratello maggiore. Nel terzo mese del 1562, lui e Yoshikata persero in battaglia contro le armate Ashikaga-Hatakeyama guidate da Hatakeyama Takamasa nella provincia di Izumi. Tuttavia durante il sesto mese dello stesso anno Takamasa fu sconfitto nella provincia di Kawachi. Si ritiene che Fuyuyasu sia stato assassinato per ordine di Matsunaga Hisahide mentre visitava il castello di Iimori come parte degli sforzi di quest'ultimo per indebolire il clan Miyoshi. Suo figlio fu Atagi Nobuyasu.

- Sogō Kazumasa (十河 一存?; 1532  - 1561) servitore Miyoshi e quarto figlio di Nagamoto era conosciuto anche come Kazunari. Divenne signore del castello di Sogō e capo del clan Sogō. Guerriero di grande fama chiamato anche Sogō il diavolo morì cadendo da cavallo.

- Sogō Masayasu (十河 存保?; 1554- 1587) figlio di Yoshikata. Succedette a Kazumasa alla guida del clan e divenne servitore di Toyotomi Hideyoshi, scontrandosi contro il clan Chōsokabe. Si distinse nell'avanguardia Toyotomi durante la campagna di Kyūshū e morì nella provincia di Bungo durante la battaglia di Hetsugigawa.

- Atagi Nobuyasu (安宅 信康?; 1549 - 1578) figlio di Fuyuyasu dopo la caduta del clan Miyoshi si sottomise a Oda Nobunaga. Combatté contro il clan Mōri in entrambe le battaglie di Kizugawaguchi dove trovò la morte.

- Miyoshi Yoshitsugu (三好 義継?; 1549 - 1573) figlio di Sogō Kazumasa e figlio adottivo di Chōkei, si lasciò influenzare da Matsunaga Hisahide. Con lui, prese parte all'assassinio dello shōgun Yoshiteru (1565). Dopo aver preso possesso del castello di Takaya, presto venne sconfitto con Hisahide: Nobunaga ristabilì la pace e confermò Yoshitsugu il possesso della metà della provincia di Kawachi (1568), con il castello di Wakae. Nel 1572, Yoshitsugu, sentendo che era sorto un litigio tra shōgun Ashikaga Yoshiaki e Nobunaga, si schierò con gli Ashikaga, ma Nobunaga lo assediò a Wakae e Yoshitsugu commise seppuku. Con la sua morte i Miyoshi scomparvero dalle cronache della storia: i suoi ultimi rappresentanti furono sconfitti dai Chōsokabe.